# Martin Stocklasa
Martin Stocklasa est un footballeur liechtensteinois né le 29 mai 1979 à Grabs (Suisse). Il est le grand frère de Michael Stocklasa.

## Carrière

### Statistiques
| Saison      | Club              | Pays          | Championnat       | Championnat | Championnat |
| Saison      | Club              | Pays          | Division          | Matchs      | Buts        |
| ----------- | ----------------- | ------------- | ----------------- | ----------- | ----------- |
| 1995 - 1996 | USV Eschen/Mauren | Liechtenstein | 2e Ligue          | -           | -           |
| 1996 - 1997 | USV Eschen/Mauren | Liechtenstein | 2e Ligue          | -           | -           |
| 1997 - 1998 | FC Vaduz          | Liechtenstein | Ligue Nationale B | -           | -           |
| 1998 - 1999 | FC Vaduz          | Liechtenstein | Ligue Nationale B | -           | -           |
| 1999 - 2000 | FC Zurich         | Suisse        | Ligue Nationale A | 25          | 0           |
| 2000 - 2001 | SC Kriens         | Suisse        | Ligue Nationale B | 28          | 1           |
| 2001 - 2002 | FC Zurich         | Suisse        | Ligue Nationale A | 17          | 0           |
| 2002 - 2003 | FC Vaduz          | Liechtenstein | Ligue Nationale B | 32          | 2           |
| 2003 - 2004 | FC Vaduz          | Liechtenstein | Challenge League  | 28          | 3           |
| 2004 - 2005 | FC Vaduz          | Liechtenstein | Challenge League  | 33          | 1           |
| 2005 - 2006 | FC Vaduz          | Liechtenstein | Challenge League  | 30          | 4           |
| 2006 - 2007 | Dynamo Dresden    | Allemagne     | 3. Liga           | 31          | 1           |
| 2007 - 2008 | Dynamo Dresden    | Allemagne     | 3. Liga           | 29          | 1           |
| 2008 - 2009 | SV Ried           | Autriche      | Bundesliga        | 34          | 2           |
| 2009 - 2010 | SV Ried           | Autriche      | Bundesliga        | 27          | 1           |
| 2010 - 2011 | SV Ried           | Autriche      | Bundesliga        | 31          | 3           |
| 2011 - 2012 | FC Saint-Gall     | Suisse        | Challenge League  | 29          | 1           |
| 2012 - 2013 | FC Saint-Gall     | Suisse        | Super League      | 0           | 0           |

### En sélection

#### Buts internationaux
| #  | Date            | Lieu                                    | Adversaire | Score | Résultat | Compétition                       |
| -- | --------------- | --------------------------------------- | ---------- | ----- | -------- | --------------------------------- |
| 1. | 7 juin 2000     | Dreisamstadion, Fribourg (Allemagne)    | Allemagne  | 1-1   | 2-8      | Match amical                      |
| 2. | 17 avril 2002   | Stade Alphonse Theis, Hesperange (Lux.) | Luxembourg | 1-0   | 3-3      | Match amical                      |
| 3. | 17 avril 2002   | Stade Alphonse Theis, Hesperange (Lux.) | Luxembourg | 2-0   | 3-3      | Match amical                      |
| 4. | 17 avril 2002   | Stade Alphonse Theis, Hesperange (Lux.) | Luxembourg | 3-0   | 3-3      | Match amical                      |
| 5. | 13 octobre 2004 | Stade Josy Barthel, Luxembourg (Lux.)   | Luxembourg | 1-0   | 4-0      | Éliminatoires Coupe du monde 2006 |

### Palmarès
- Vainqueur de la Coupe du Liechtenstein : 1998, 1999, 2003, 2004, 2005, 2006.
- Vainqueur de la Coupe de Suisse : 2000.
- Vainqueur de la Challenge League : 2012.